# یواس‌اس تاسکالوسا (ال‌اس‌تی-۱۱۸۷)
یواس‌اس تاسکالوسا (ال‌اس‌تی-۱۱۸۷) (به انگلیسی: USS Tuscaloosa (LST-1187)) یک کشتی بود که طول آن ۵۲۲ فوت (۱۵۹ متر) بود. این کشتی در سال ۱۹۶۹ ساخته شد.